# Матьопулос, Павлос
 Павлос Матьо́пулос  (греч.  Παύλος Μαθιόπουλος  Афины, 1876 — Афины, 12 октября 1956) – греческий художник и академик конца 19-го – первой половины 20-го века. 

## Биография
Павлос Матьопулос родился в Афинах в 1876 году. 
Первоначально поступил на юридический факультет Афинского университета. Вскоре (1894) оставил его и поступил в Афинскую школу изящных искусств, где учился у Никифора Литраса. 
Продолжил учёбу в Париже в Академии Жюлиана у Бежамена-Констана, Лорана и Лефевра. 
Матьопулос представил свои работы на выставках «Общества любителей искусств» в Афинах в 1896 и 1898 годах, парижских выставках Общества художников Франции (Société des Artistes Français) 1899 и 1908 годов.  
В 1900 году был награждён серебряной медалью на Всемирной выставке в Париже за работу "Дама с собачкой". Вернулся в Грецию в 1903 году и утвердил себя в качестве «модного художника» и главного светского художника Афин в первые десятилетия 20-го века, являясь выразителем духа амбициозного афинского буржуазного класса. 
Французская столица так повлияла на художника, что он, как работавший в Париже греческий художник Ризос, Яковос, который подписывался как Jacques Rizo, также часто подписывался на французском, как Paul Mathiopoulos, Mathio. В этом плане показательно, что критики подшучивали над Матьопулосом фразой «Он думает, что происходит из Парижа». 
В 1911 Матьопулос был назначен преподавателем в Афинскую школу изящных искусств, но через несколько месяцев подал в отставку. 
В 1915 году был вновь назначен преподавателем и преподавал в Школе до 1949 года. 
В 1936 году Матьопулос принял участие на Венецианской Биеннале, а в 1940 году в "Панэллинской выставке". 
В 1946 году Матьопулос стал директором Школы изящных искусств и оставался на этом посту до 1949 года. 
В 1948 году Матьопулос выставлял свои картины на Панэллинской выставке. 
В 1949 году Матьопулос был провозглашён членом Афинской академии и оставил живопись по причине проблем со зрением. 
Художник умер в Афинах в 1956 году.

## Работы
Матьопулос писал картины на символические, идеалистические и исторические темы, а также картины с жанровыми сценами городской жизни. Но более всего он стал известен и любим благодаря своим портретам. Матьопулос в основном работал пастелью и значительно меньше использовал масло. 
Владея техникой импрессионизма, он писал картины согласно эстетики Прекрасной эпохи. 
В его работах также наблюдаются элементы модерна, который доминировал в западно-европейском искусстве конца 19-го – начала 20-го веков. 
Матьопулос был портретистом греческого королевского двора и высокого общества. Он преуспел в женских портретах и обнажённой натуре. Эти работы характеризуются самовлюблённостью и изысканными выражениями и позами моделей. 
В его городских пейзажах заметны элементы импрессионизма. Что касается его ранних аллегорических композиций, очевидно что они находятся в зоне французского символизма. 
Помимо живописи Матьопулос с успехом работал с афишами, которые также исполнял в атмосфере "Прекрасной эпохи". 
Работы Матьопулоса хранятся и выставляются в Национальной галерее Греции, в муниципальных галереях Афин и Родоса, в галерее общества «Парнас», в коллекции Кутлидиса, коллекции фонда Национального банка Греции, галерее Левентиса, Муниципальной галерее Ларисы. 
В 2006 году Муниципальная галерея Афин организовала выставку-ретроспективу работ художника . 
Картины Матьопулоса выставляются на международных аукционах произведений искусства.